# Bingo (département)
Pour les articles homonymes, voir Bingo (homonymie).
Cet article concerne le département et la commune rurale. Pour le village chef-lieu, voir Bingo (Bingo).
Bingo est un département et une commune rurale de la province du Boulkiemdé, situé dans la région du Centre-Ouest au Burkina Faso.

## Géographie

### Démographie
Le département et la commune rurale de Bingo comptabilisait :
- 16 541 habitants estimés en 2003[3].
- 15 100 habitants recensés en 2006[4],
- 17 149 habitants recensés en 2019[2].

## Administration

### Villages
Le département et la commune rurale de Bingo est administrativement composé de douze villages, dont le village chef-lieu homonyme,, (données de population consolidées en 2012, issues du recensement général de la population de 2006) :
- Bingo (2 043 habitants), chef-lieu
- Bisraaga (668 habitants)
- Guillé (933 habitants)
- Kaligri (1 136 habitants)
- Koanga (1 393 habitants)
- Koulgorin (1 694 habitants)
- Sâ (1 438 habitants)
- Sapelo (457 habitants)
- Silgo (1 742 habitants)
- Tanghin (1 392 habitants)
- Villa (1 867 habitants)
- Zékemzougou (1 094 habitants)